# Taeniarchis
Taeniarchis là một chi bướm đêm thuộc phân họ Tortricinae của họ Tortricidae.

## Các loài
- Taeniarchis acrotoma Diakonoff, 1953
- Taeniarchis catenata (Meyrick, 1910)
- Taeniarchis hestica Common, 1963
- Taeniarchis hexopa Diakonoff, 1966
- Taeniarchis periorma (Meyrick, 1910)
- Taeniarchis poliostoma Diakonoff, 1953
- Taeniarchis prodotis Diakonoff, 1966
- Taeniarchis spilozeucta Meyrick, 1931